# Shiraoi
Shiraoi (白老町, Shiraoi-chō) és una vila i municipi de la subprefectura d'Iburi, a Hokkaido, Japó. Shiraoi pertany al districte de Shiraoi i és una localitat eminentment agrària, pertanyent gran part del seu terme municipal al parc nacional de Shikotsu-Tōya.

## Geografia
El municipi de Shiraoi està situat a l'oest de la subprefectura d'Iburi, al sud-est de Hokkaido. La vila és l'únic integrant del districte que du el seu mateix nom. El terme municipal de Shiraoi limita amb els de Date i Chitose al nord, Tomakomai a l'est i amb Noboribetsu i Sōbetsu a l'oest. Al sud, Shiraoi limita amb l'oceà pacífic.

### Clima
Shiraoi té un clima oceànic, relativament suau en comparació amb la resta de Hokkaido. La temperatura durant l'any va des dels 27,8 graus de màxima als 20,8 graus sota zero de minima. La temperatura mitjana anual és de 7,2 graus. Shiraoi té 1.660 mil·límetres de mitjana de precipitacions a l'any. Aquestes precipitacions donen una mitjana anual de 103 centimetres de neu. Durant un any qualsevol, hi ha neu per 80 dies. La neu acumulada rarament supera els 44 centimetres. La mitjana de velocitat del vent és d'1,6 metres per segon, menys de la meitat que a les veïnes localitats de Tomakomai i Muroran.

## Història
Shiraoi, com la major part de Hokkaido, va estar majoritàriament poblada pels ainus fins a l'era Meiji. Segons el lloc web oficial de la vila, el nom de Shiraoi vol dir "arc de sant Martí" en ainu. Tot i això, altres fonts asseguren que el nom vé del mot Shiraunai, que vol dir tavan.
El 1867, encara durant el període Tokugawa, el feu de Sendai va establir una fortalesa on actualment es troba la vila i construïren un santurari. Un any més tard, en començar la guerra Boshin, les forces del feu de Sendai abandonaren la zona per tornar a defendre el seu estat. Després de la guerra, el nou govern Meiji va desmantellar el fort.
A finals del segle XIX comença l'expansió de la vila. El 1873 es creà una carretera que connectava la vila amb Muroran (capital subprefectural), Sapporo (capital regional) i Hakodate (antiga capital). 19 anys després es va construir la primera estació de ferrocarril a la vila. Durant l'era Meiji també van tindre lloc dos events importants: el mont Tarumae va entrar en erupció el 1874 i l'Emperador Meiji visità la zona el 1881.

## Demografia
| 1920   | 1930   | 1940   | 1950   | 1960   | 1970   | 1980   |
| ------ | ------ | ------ | ------ | ------ | ------ | ------ |
| 6.443  | 6.458  | 7.286  | 10.033 | 14.178 | 20.094 | 24.168 |
| 1990   | 2000   | 2010   | 2020   | 2030   | 2040   | 2050   |
| 23.229 | 21.662 | 19.383 | 16.480 | -      | -      | -      |

## Transport

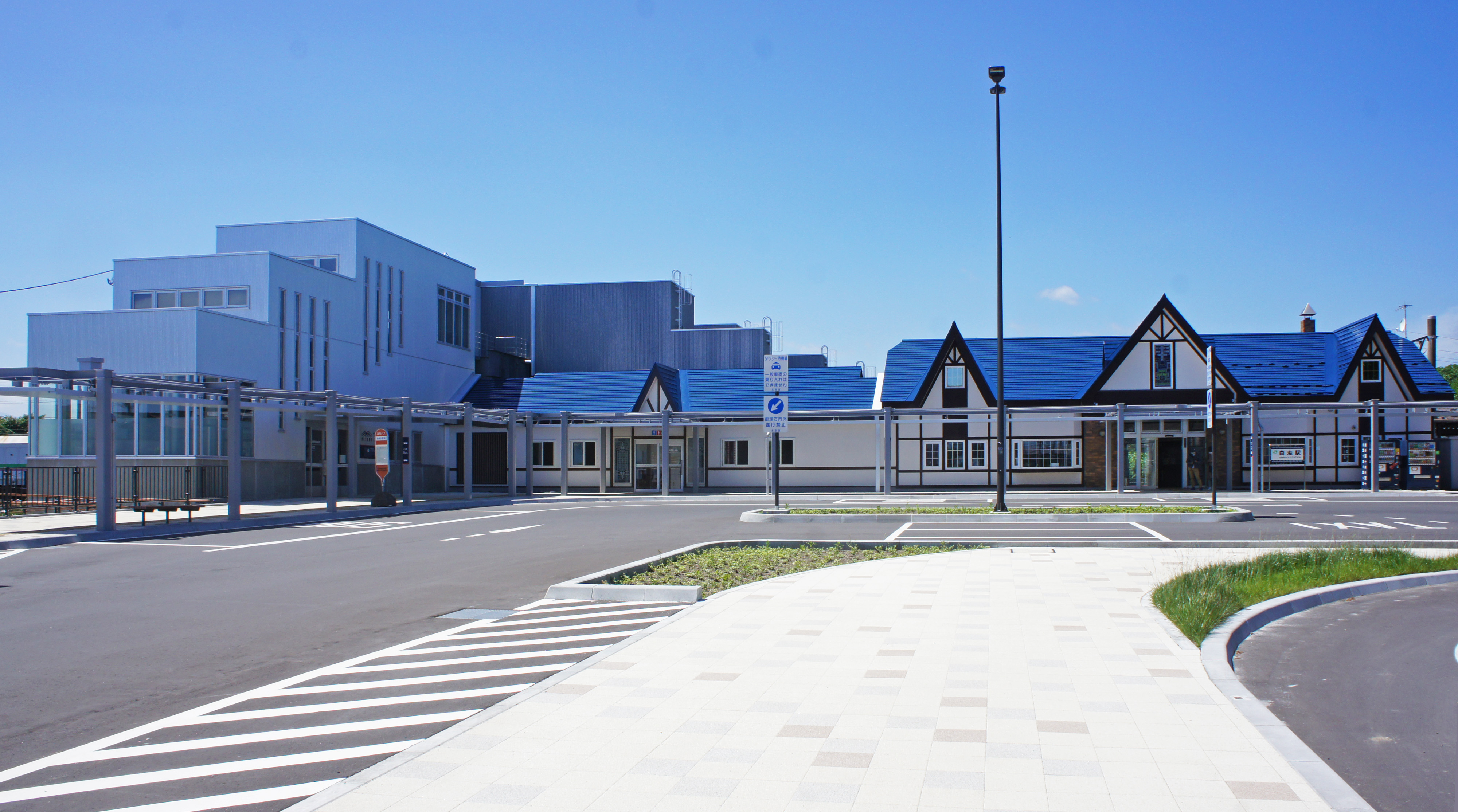
Estació de Shiraoi

### Ferrocarril
- Companyia de Ferrocarrils de Hokkaido (JR Hokkaido)
  - Estació de Kojōhama
  - Estació de Takeura
  - Estació de Kita-Yoshihara
  - Estació de Hagino
  - Estació de Shiraoi
  - Estació de Shadai

### Carretera
- Autopista Central de Hokkaidō (Dōō)
- Nacional 36
- Prefectural 86
- Prefectural 350
- Prefectural 388
- Prefectural 701
- Prefectural 1045

## Agermanaments
- Quesnel, Colúmbia Britànica, Canadà. (1981)[8]
- Sendai, prefectura de Miyagi, Japó. (1981)[8]
- Tsugaru, prefectura d'Aomori, Japó. (1991)[8]